# كيوة
كِيوَة ناحية من نواحي الكُنْغ وهي اليوم ولايتان هما كيوة الشمالية وكيوة الجنوبية، و«الكِيوَانِ» مثنى كيوة وتراد به الولايتان الحاليتان. وهي على الغرب من بحيرة كيوة التي سميت هذه البلاد بها.